# NGC 4378
NGC 4378 este o hi (21cm) source⁠(d) situată în constelația Fecioara. A fost descoperită în 2 februarie 1786 de către William Herschel. Se află la o distanță de 38 de megaparseci de Pământ.